# Centro Universitário de Patos
O Centro Universitário de Patos (UNIFIP), anteriormente Faculdades Integradas de Patos (FIP), é uma instituição de ensino superior privada brasileira, com sede em Patos, na Paraíba.
Oferece cursos de graduação em seus dois campi, em Patos, além de pós-graduação, em Patos e outras cidades, a exemplo do campus de Campina Grande.
O campus I está localizado no bairro do Belo Horizonte, em Patos.

## Aquisição das Faculdades Vale do Piancó (FAVAP)
Em 2018, adquiriu as Faculdades Vale do Piancó (FAVAP), em Itaporanga, após negociação realizada entre a direção das duas instituições de ensino ensino superior. A instituição possui o curso de graduação em Serviço Social, autorizado pelo MEC.

## Transformação em centro universitário
Com conceito 4, iniciou o processo de transição para UNIFIP. Uma análise feita por uma equipe de avaliadores designados pelo Ministério da Educação constatou o potencial da instituição para elevação ao status de centro universitário.
Em 18 de junho, por meio da portaria nº 1.208, recebeu a aprovação do MEC para se tornar Centro Universitário de Patos (UNIFIP), cuja identidade visual já está sendo adotada.